# Valea Bradului, Prahova
Valea Bradului este un sat în comuna Provița de Sus din județul Prahova, Muntenia, România. Se află la limita administrativă a comunei,de o parte și de alta a părâului Provița), înregistrată oficial sub titulatura Ocina de Jos.
Practic, cele câteva familii care s-au stabilit aici probabil după moartea pandurului, de la 1821 (parte dintre pandurii ce au urcat către munte s-au stabilit în Comuna Provița - în zona "La Olteni" și respectiv Comuna Adunați - în zona "Valea Bradului") au găsit o zonă deluroasă/muntoasă, împădurită. Pe raza Comunei Adunați, într-un mic golf al pârâului Provicioara au despădurit și s-au stabilit alături de consătenii ce se aflau deja, postați în zona alpin superioară, de prin neolitic. "Brădenii" dețin în prezent circa 15-20 de gospodării, ce au ca activitate principală creșterea animalelor, conform datelor captate la ultimul Recensământ național (2012). 
Satul făcea la sfârșitul secolului al XIX-lea parte din comunautriuluntnescatualme  Ocina, .